# Atlantic Adventure
 Atlantic Adventure è un film statunitense del 1935, diretto da Albert S. Rogell. 

## Trama
Il direttore di un quotidiano di New York invia il reporter Dan Miller ad una conferenza stampa del locale procuratore distrettuale. Dan, invece, va ad un appuntamento con la propria fidanzata Helen Murdock.
Il procuratore viene assassinato alla conferenza, e quando si scopre che il reporter non vi ha presenziato, facendo così perdere uno scoop al giornale, Dan viene licenziato.
Si sospetta che l’omicida, Mitts Coster, tenterà di imbarcarsi sul prossimo transatlantico in partenza per l’Europa, e un amico poliziotto di Dan gli permette di recarsi con lui al molo. Dan spera di poter essere il primo a dare la notizia della cattura dell’assassino, riguadagnandosi in tal modo il posto di lavoro. Di Coster non si trova traccia, mentre Dan, attardatosi insieme a Helen e al fotografo Snapper sulla nave che ha già salpato, si ritrova passeggero (clandestino) nella traversata atlantica.
I tre si ritrovano invischiati nei giochi di diversi criminali in combutta fra loro, che inizialmente scambiano l’ignara Helen per una tale Dorothy, una complice dall’aspetto fisico a lei molto somigliante: un uomo, Frank Julian, deposita infatti nella sua cabina un misterioso involucro, che ha rubato ai coniugi Van Diemand. A sua volta l’involucro, che risulta contenere i diamanti frutto di una recente rapina, viene sottratto a Helen da Spike Jonas, un giovane che si era imbarcato insieme all’anziano padre malato.
La vita di Helen è messa in pericolo quando Frank Julian appura che la donna non è la persona che aveva creduto; Dan tuttavia sente di essere sulla pista giornalisticamente feconda di trafficanti di gioielli. 
Alla fine, i malviventi si uniscono e tengono prigionieri Dan, Helen e Snapper, che hanno scoperto i loro traffici illeciti e potrebbero denunciarli. Solo allora Dan apprende che l’anziano padre di Spike Jonas non è altro che l’assassino Coster travestito.
Con l’aiuto delle forze dell’ordine presenti sulla nave l’affare si risolve, e il giorno dopo un dirompente articolo a firma di Dan Miller appare sulla prima pagina di un importante quotidiano.